# 小林伸二
小林 伸二（こばやし しんじ、1960年8月24日 - ）は、長崎県出身の元サッカー選手（FW）・指導者（JFA 公認S級コーチ）。

## 来歴
中学3年の時に島原商業高の小嶺忠敏監督が自宅に直々に勧誘に来たことがきっかけで同校に入学し、雨や台風でも休みなしで練習、練習後に12kmのコースを走らされることもあった。1年次の1976年からFWとして頭角を現し、2年次の1977年にはインターハイを優勝。ちなみに長崎北高出身の松田浩は同県出身で同い年である。元々はサッカーは高校までで終え、卒業後は両親が国見町（現・雲仙市）で営む家業の菓子店を継ぐための修行に入るつもりであったが、小嶺の影響により指導者を志し、1979年に大阪商業大学へ入学。上田亮三郎監督から指導を受けた、在学中に教員免許を取得したものの、サッカー部での活躍が実業団関係者の目に留まる。
大学卒業後の1983年にマツダSC東洋工業へ入団。同期に信藤克義、木村孝洋、今川正浩、上原洋史らがおり、中村重和は高校・大学・マツダの先輩にあたる。マツダを選んだのは今西和男からの勧誘が大きかったといい、入社して配属された部署も今西が課長であった。現役時代はウイングとして活躍。1987年にはハンス・オフトコーチの指導を受け、高橋真一郎、松田、猿沢茂ら日本人と、ディド・ハーフナーら外国人と共に、第67回天皇杯準優勝に貢献。1990年に選手兼コーチを打診されるが、同年限りで現役を引退。
引退後はマツダSC/広島でトップチームコーチ（1991年 - 1992年, 1999年）、ユース初代監督（1993年 - 1996年）、スカウト（1997年 - 1998年）を務めた。広島ユース監督時代の1995年にはJユースカップ優勝に導き、広島ユースに初の栄冠をもたらした。2000年にJ1・アビスパ福岡、2001年にはJ2・大分トリニータのサテライト監督に就任するが、6月にトップチーム監督の石崎信弘が成績不振で解任された後を受けて大分トリニータの監督に就任。この年は石崎体制時代の出遅れを取り戻せず6位に終わるが、同シーズンオフ、当時のクラブ社長に、フィジカルコーチ招聘や補強ポイントなどを綴った「勝てるチームへの組織づくり」と題したレポートを提出、シーズン前のキャンプでは3部練習を敢行するなどチーム改革を進めた結果、2002年は開幕6連勝とスタートダッシュに成功、終盤でも連勝を重ね、最終的に28勝10分6敗と圧倒的な強さでJ2優勝を果たしJ1に昇格する。J1・1年目の2003年は、守備は通用したが深刻な得点力不足に陥り、結局年間14位でかろうじて残留を決めた。シーズン終了後に監督を退任。
2004年7月、この年のJ1・1stステージで最下位であったセレッソ大阪監督に就任。2ndステージも苦戦したが、最後の2試合で連勝して年間成績で15位に滑り込み、J1残留を果たす。2005年は開幕3連敗で早々と最下位に沈んだが、ここから粘りを見せて第19節から最終節まではJ1最多記録となる16試合連続負け無し（10勝6分）の快進撃を演じた。第33節で首位に立ち、続く最終第34節にホームでのFC東京戦で勝利すればJ1優勝決定という所までこぎつけた。優勝は逃したが、最終順位は5位で、前年にJ2降格の危機に瀕していたチームを優勝目前まで引き上げた。この経緯を経て迎えた2006年は周囲より優勝を期待されたが、開幕から不振が続き4月18日付で監督を解任された。
同年10月9日付で、九州サッカーリーグ所属のV・ファーレン長崎の強化部長兼アシスタントコーチに就任。レンタル移籍選手を入団させてJFLへの昇格を目指すも、地域リーグ決勝大会の決勝ラウンドで敗退した。
その後の12月12日、アビスパ福岡チーム統括グループ長に複数年契約で就任。2007年シーズンはJ1再昇格に向けチーム再建に取り組んでいたが、自身の就任後に監督に就任したピエール・リトバルスキーと強化方針をめぐり対立。チームはJ2第13節で一度は首位に立ったが、上位チームとの対戦成績の悪さが影響し、その後1度も首位に立つことなく終盤は中位に低迷。4戦を残し昇格の可能性が消えたこともあり、11月13日に来期もリトバルスキーの続投を考える社長から詰め腹を切らされる形で更迭された。
2008年からはモンテディオ山形監督に就任して現場復帰し、最終的にJ1昇格のための足がかりである「5位以内」というシーズン前の目標を飛び越えてJ2リーグ2位の成績でシーズンを終え、就任初年度にチーム悲願となる初のJ1昇格を達成。2009年、山形のJ1初年度となるシーズン前の補強はC大阪時代に小林の下でプレーをした古橋達弥を獲得したが、その他の補強は日本人選手2名と外国人選手の獲得に留まり、昇格に貢献した豊田陽平が京都サンガF.C.へ移籍した。一時は降格圏にまで順位を下げたが、小林はシーズン後半戦の残留を賭けた下位チームとの連戦を前に相手チームを徹底的に分析し、相手の弱点を突く練習を行った。その結果、山形は下位相手の連戦に勝ち越し、最終的に15位で終了。山形をJ1に残留させる事に成功した。2010年も引き続き山形を指揮。前年同様、J2降格候補の最有力と呼ばれたが、鹿島から田代有三、増田誓志をレンタルで獲得し、シーズン途中にはC大阪時代の教え子である前田和哉を獲得。既存戦力と巧く順応させ、チーム一丸となってリーグ戦に臨んだ結果、前年を上回る13位でシーズンを終了。山形を再びJ1残留に導いた。2010年12月10日、山形と契約を更新し、4年目の指揮を執ることが決定した。Jリーグ参入後、山形で4年目の指揮を執るのは小林が初めてあったが、2011年は開幕から成績不振の末最下位に終わり、J2降格が決定。契約満了に伴い、来季の契約を更新しないことが発表され退任となった。
2012年は当初、現場を離れ休養する意思を示していたが、徳島ヴォルティスからの熱烈なオファーを受け、それに応える形で監督に就任。1年目は15位に終わったものの、2年目となる2013年、リーグ戦4位でJ1昇格プレーオフに進出。これを勝ち抜き、チームとして初の、監督としては3度目となるJ1昇格を果たした。2013年12月9日、徳島ヴォルティスとの契約が更新され、2014年も指揮をとることが決まった。3年目の2014年は成績不振が続き最下位で1年で降格した。4年目の2015年ではシーズン前半戦は下位に沈んだが、シーズン後半戦は持ち直し順位を順調に上げた。しかし前半の不振が仇となり、第40節で札幌戦に敗北してしまった事でJ1昇格プレーオフ進出を逃がし、同シーズン限りで徳島監督を退任した。
2016年より、この年にJ2へ降格した清水エスパルスの監督に就任。前半戦こそ苦戦したが、エース・大前元紀が怪我から復帰してからは得点王の鄭大世とのコンビで攻撃を牽引、シーズン終盤に松本山雅FCと共に首位を独走していた北海道コンサドーレ札幌に追い縋る。最終節では松本を逆転し2位に浮上、1年でのJ1復帰という至上命題を完遂した（2016年J2第41節・最終節を参照）。2017年12月、契約解除により清水の監督を退任した。
2019年より、J3リーグのギラヴァンツ北九州の監督に就任。同時にスポーツダイレクターも兼任し、「全権監督」として強化部門にも関わる事となった。前年J3最下位であったことから小林曰く「戦力的にもそろわずゼロからのスタート」で、クラブも3年計画でのJ2復帰を目標に掲げていたが、開幕から4連勝で首位に立つなど序盤から安定した戦いを見せた他、シーズン途中で加入した北川柊斗・髙橋大悟が共にチーム2位タイとなる7得点をマークするなど、強化部門においても手腕を発揮。就任1年目でJ3優勝・J2復帰に導いた。また前年最下位のチームが翌年に優勝したのは、J1、J2含めJリーグ史上初の快挙となった。以上のことが評価され、同年のJリーグアウォーズにおいてJ3優勝監督賞を受賞した。監督2年目、北九州として4シーズンぶりのJ2参戦となった2020年には、第7節からクラブ新記録の9連勝を達成、シーズン前半戦終了時点でクラブ史上初の首位に立ち、後半戦は早速したものの最終的にクラブ史上最高タイとなるJ2リーグ5位に躍進したが、同年オフにチーム得点王のディサロ燦シルヴァーノをはじめ、同シーズン出場時間上位11人中8人もの主力選手の大量流出もあり、2021年は一転して苦戦を強いられ、最終的に21位でJリーグ史上初の2度目のJ3降格となる。12月6日、同シーズンをもって監督としては退任、兼任していたスポーツダイレクター専任という形でクラブに留まることとなった。
2023年9月5日、成績不振で辞任した田坂和昭監督の後任としてスポーツダイレクター職兼任で再び監督に就任した。11月22日、同シーズンをもって監督としては退任、兼任していたスポーツダイレクターも契約解除となった。
2024年5月15日、J2リーグに所属している栃木SCの監督に就任した。しかし、前年までのJFL降格回避した北九州時代の実力を見せずにクラブも8年ぶりにJ3降格した。2025年シーズンにも続投することになった。

## 特徴
いくつものチームを昇格させたことから、昇格請負人と呼ばれることがある。
大分在籍時から守備力のあるチームを作ることが多い。特に2003年2ndステージは失点がリーグ最少の16だった（ただし15試合で得点はわずか7。もちろんリーグ最少で、このステージは最下位であった）。C大阪でも、初めてシーズン当初から指揮を執った2005年になって本領を発揮し、森島寛晃と西澤明訓を中心にもともとある攻撃力とうまくかみ合って、特に後半戦での快進撃を生んだ。山形でもまずは守備の再生に着手し、コーチの長島裕明と二人三脚でチームをJ1昇格・J1残留という結果に導いている（後に徳島でも長島と共闘している）。
清水でクラブ幹部から「勝負師というよりは教育者」と評されたように、若手選手の育成に定評がある一方で、外国人選手の起用方法などに難があるとされる。

## エピソード
- 山口朝日放送の情報番組「土曜の目覚めはどき生てれび」に出演した際、レノファ山口FCの戦術分析を行ったところ、分析内容が（サッカーに詳しくない出演者や視聴者にとって）専門的すぎて、スタジオが静まりかえってしまったという。次の出演前には妻を前にリハーサルを行って番組に臨んだものの、妻からは「何を言ってるのか、さっぱり分からない」とダメ出しをされてしまったという[26]。

## 所属クラブ
- 長崎県立島原商業高等学校
- 大阪商業大学
- 1983年 - 1992年 マツダSC

## 個人成績
| 国内大会個人成績 | 国内大会個人成績 | 国内大会個人成績 | 国内大会個人成績 | 国内大会個人成績             | 国内大会個人成績          | 国内大会個人成績 | 国内大会個人成績 | 国内大会個人成績 | 国内大会個人成績 | 国内大会個人成績 | 国内大会個人成績 |
| 年度             | クラブ           | 背番号           | リーグ           | リーグ戦                     | リーグ戦                  | リーグ杯         | リーグ杯         | オープン杯       | オープン杯       | 期間通算         | 期間通算         |
| 年度             | クラブ           | 背番号           | リーグ           | 出場                         | 得点                      | 出場             | 得点             | 出場             | 得点             | 出場             | 得点             |
| 日本             | 日本             | 日本             | 日本             | リーグ戦                     | リーグ戦                  | JSL杯            | JSL杯            | 天皇杯           | 天皇杯           | 期間通算         | 期間通算         |
| ---------------- | ---------------- | ---------------- | ---------------- | ---------------------------- | ------------------------- | ---------------- | ---------------- | ---------------- | ---------------- | ---------------- | ---------------- |
| 1983             | マツダ           |                  | JSL1部           |                              |                           |                  |                  |                  |                  |                  |                  |
| 1984             | マツダ           |                  | JSL2部           |                              |                           |                  |                  |                  |                  |                  |                  |
| 1985             | マツダ           |                  | JSL2部           |                              |                           |                  |                  |                  |                  |                  |                  |
| 1986-87          | マツダ           | 12               | JSL1部           | 3                            | 0                         |                  |                  |                  |                  |                  |                  |
| 1987-88          | マツダ           | 12               | JSL1部           | 21                           | 3                         |                  |                  |                  |                  |                  |                  |
| 1988-89          | マツダ           | 12               | JSL2部           |                              |                           | 3                | 0                |                  |                  |                  |                  |
| 1989-90          | マツダ           | 12               | JSL2部           |                              |                           | 1                | 0                |                  |                  |                  |                  |
| 1990-91          | マツダ           | 12               | JSL2部           | 11                           | 1                         | 2                | 0                |                  |                  |                  |                  |
| 1991-92          | マツダ           | 18               | JSL1部           | 0                            | 0                         | 0                | 0                |                  |                  |                  |                  |
| 通算             | 日本             | 日本             | JSL1部           | 40                           | 4\|\|\|\|\|\|\|\|\|\|\|\| |                  |                  |                  |                  |                  |                  |
| 通算             | 日本             | 日本             | JSL2部           | \|\|\|\|\|\|\|\|\|\|\|\|\|\| |                           |                  |                  |                  |                  |                  |                  |
| 総通算           | 総通算           | 総通算           | 総通算           | \|\|\|\|\|\|\|\|\|\|\|\|\|\| |                           |                  |                  |                  |                  |                  |                  |

## 指導歴
- 1991年 - 1999年 マツダSC / サンフレッチェ広島
  - 1991年 - 1992年 トップチームコーチ
  - 1993年 - 1996年 ユース監督
  - 1997年 - 1998年 スカウト
    - 1998年 JFA 公認S級コーチライセンス取得

  - 1999年 トップチームコーチ
    - ナショナルトレセンコーチ中国地域担当
- 2000年 アビスパ福岡 サテライト監督
- 2001年 - 2003年 大分トリニータ
  - 2001年 サテライト監督
  - 2001年6月 - 2003年 トップチーム監督
- 2004年7月 - 2006年4月 セレッソ大阪監督
- 2006年9月 - 2006年12月 V・ファーレン長崎強化部長兼アシスタントコーチ
- 2007年 アビスパ福岡チーム統括グループ長
- 2008年 - 2011年 モンテディオ山形監督
- 2012年 - 2015年 徳島ヴォルティス監督
- 2016年 - 2017年 清水エスパルス監督
- 2019年 - 2023年 ギラヴァンツ北九州
  - 2019年 - 2021年,2023年9月 - 同年12月 監督
  - 2019年 - 2023年 スポーツダイレクター（監督在任期間は兼任）
- 2024年5月 - 栃木SC監督

## 監督成績
| 年度   | 所属   | クラブ | リーグ戦 | リーグ戦 | リーグ戦 | リーグ戦 | リーグ戦 | リーグ戦 | リーグ戦                  | カップ戦 | カップ戦 |
| 年度   | 所属   | クラブ | 順位     | 勝点     | 試合     | 勝       | 分       | 敗       | ナビスコ杯/ルヴァンカップ | 天皇杯   |          |
| ------ | ------ | ------ | -------- | -------- | -------- | -------- | -------- | -------- | ------------------------- | -------- | -------- |
| 2001   | J2     | 大分   | 6位      |          | 33       | 19       | 4        | 10       | 2回戦                     | 3回戦    |          |
| 2002   | J2     | 大分   | 優勝     | 94       | 44       | 28       | 10       | 6        | -                         | 4回戦    |          |
| 2003   | J1     | 大分   | 14位     | 26       | 30       | 5        | 11       | 14       | 予選リーグ                | 3回戦    |          |
| 2004   | J1     | C大阪  | 12位     | 16       | 15       | 4        | 4        | 7        | -                         | 4回戦    |          |
| 2005   | J1     | C大阪  | 5位      | 59       | 34       | 16       | 11       | 7        | 準々決勝                  | ベスト4  |          |
| 2006   | J1     | C大阪  | -        | 4        | 8        | 1        | 1        | 6        | -                         | -        |          |
| 2008   | J2     | 山形   | 2位      | 78       | 42       | 23       | 9        | 10       | -                         | 4回戦    |          |
| 2009   | J1     | 山形   | 15位     | 39       | 34       | 10       | 9        | 15       | 予選リーグ                | 3回戦    |          |
| 2010   | J1     | 山形   | 13位     | 42       | 34       | 11       | 9        | 14       | 予選リーグ                | ベスト8  |          |
| 2011   | J1     | 山形   | 18位     | 21       | 34       | 5        | 6        | 23       | 1回戦                     | 3回戦    |          |
| 2012   | J2     | 徳島   | 15位     | 51       | 42       | 13       | 12       | 17       | -                         | 3回戦    |          |
| 2013   | J2     | 徳島   | 4位      | 67       | 42       | 20       | 7        | 15       | -                         | 2回戦    |          |
| 2014   | J1     | 徳島   | 18位     | 14       | 34       | 3        | 5        | 26       | 予選リーグ                | 3回戦    |          |
| 2015   | J2     | 徳島   | 14位     | 53       | 42       | 13       | 14       | 15       | -                         | 4回戦    |          |
| 2016   | J2     | 清水   | 2位      | 84       | 42       | 25       | 9        | 8        | -                         | 4回戦    |          |
| 2017   | J1     | 清水   | 14位     | 34       | 34       | 8        | 10       | 16       | 予選リーグ                | 4回戦    |          |
| 2019   | J3     | 北九州 | 優勝     | 66       | 34       | 19       | 9        | 6        | -                         | 2回戦    |          |
| 2020   | J2     | 北九州 | 5位      | 65       | 42       | 19       | 8        | 15       | -                         | -        |          |
| 2021   | J2     | 北九州 | 21位     | 35       | 42       | 7        | 14       | 21       | -                         | 2回戦    |          |
| 2023   | J3     | 北九州 | 20位     | 11       | 13       | 3        | 2        | 8        | -                         | -        |          |
| 2024   | J2     | 栃木SC | 18位     | 22       | 23       | 4        | 10       | 9        | -                         | 2回戦    |          |
| 2025   | J3     | 栃木SC | ?位      | -        | 38       | -        | -        | -        | 2回戦                     | 2回戦    |          |
| J1通算 | J1通算 | J1通算 | -        | -        | 257      | 63       | 66       | 128      | -                         | -        |          |
| J2通算 | J2通算 | J2通算 | -        | -        | 394      | 171      | 97       | 126      | -                         | -        |          |
| J3通算 | J3通算 | J3通算 | -        | -        | 85       | 22       | 11       | 14       | -                         | -        |          |
| 通 算  | 通 算  | 通 算  | -        | -        | 710      | 252      | 164      | 259      | -                         | -        |          |

- 2001年は5月より指揮（順位は最終順位）。
- 2004年はセカンドステージのみ（順位はセカンドステージ順位）。
- 2006年は第8節終了後に解任。
- 2023年は9月より指揮（順位は最終順位）。
- 2024年は5月から指揮（順位は最終順位）。

表中の数字は小林が在籍中のもの。

## タイトル

### クラブ
大分トリニータ
- J2リーグ：1回（2002年）

ギラヴァンツ北九州
- J3リーグ：1回（2019年）

### 個人
- J3リーグ・優勝監督賞：1回（2019年）
- J3リーグ・月間優秀監督賞：2回（2019年2・3月、2019年6月）
- J2リーグ・優秀監督賞：1回（2020年）
- J2リーグ・月間優秀監督賞：1回（2020年8月）